# Félegyházy Béla
Félegyházy Béla (Erdőd, 1857 – Munkács, 1892. november 7.) főgimnáziumi tanár.

## Élete
1881. december 31.-én a sátoraljaújhelyi római katolikus gimnáziumhoz a mennyiségtan és természettan tanárának nevezték ki; 1891-ben a munkácsi főgimnáziumhoz helyezték át, ahol egy évvel később hirtelen elhunyt.

## Munkái
Programértekezése: A mennyiségtan tanításáról (Sátoraljaújhelyi gymnasium Értesítője 1884.)